# Ceratostrotia rubidata
Ceratostrotia rubidata là một loài bướm đêm trong họ Noctuidae.